# Niewidzialny celebryta
Niewidzialny celebryta - album studyjny polskiego rapera Ciry. Wydawnictwo ukazało się 13 czerwca 2014 roku nakładem wytwórni muzycznej Step Records. Produkcji nagrań podjęli się: Dukato, KPSN, Siódmy, Welon, Fen, Eljot Sounds, DJ Flip, White House, The Returners, Bob Air, Juicy oraz Bakflip. Z kolei wśród gości na płycie znaleźli się m.in.: Hukos, 2sty i Rover.
Album dotarł do 46. miejsca zestawienia OLiS.

## Lista utworów
Opracowano na podstawie materiału źródłowego.
1. "Introom" (produkcja: Dukato) - 0:49
2. "Mike Skiller" (produkcja: KPSN, scratche: DJ Flip) - 4:13
3. "Piękny poranek" (produkcja: Siódmy) - 3:42
4. "Jedna" (gościnnie: Hukos, Max Kolo, produkcja: Welon, scratche: DJ Flip) - 4:11
5. "Smutna królowa" (produkcja: Fen, śpiew: Justyna Kuśmierczyk, skrzypce: Mart Jackowska) - 3:44
6. "Strasznie sam" (produkcja: Eljot Sounds) - 3:05
7. "Ożywcza bryza" (gościnnie: 2sty, produkcja: DJ Flip) - 3:59
8. "Niewidzialny celebryta" (produkcja: White House) - 3:35
9. "Gdzieś daleko" (gościnnie: Rover, produkcja: The Returners) - 3:09
10. "Wdychamy wolność" (produkcja: Bob Air) - 4:05
11. "Samotny autostopowicz" (gitara elektryczna: Marek Jarosz, produkcja: Bob Air) - 3:47
12. "Mike skiller (Remix)" (gościnnie: Bezczel, Ero, Michał Kisiel, produkcja: KPSN) - 4:24
13. "Do widzenia przyjaciele" (produkcja: Juicy, śpiew: Kasia Garłukiewicz) - 2:37
14. "Flaszka (Intro)" (produkcja: Bakflip, Dukato) - 0:40
15. "Czarna flaszka" (produkcja: Bakflip, Dukato) - 3:21
16. "Nie chcę mi się z wami gadać" (gitara elektryczna: Łukasz Bielnik, instrumenty perkusyjne: Adrian Woronowicz) - 2:47